# ExCel London
ExCeL (Exhibition Centre London) ou (centro de exposição Londres) é um centro de exposições e de convenções internacionais no distrito de Londres de Newham. Ele está localizado em um sitio de 100 hectares (0,40 km2) no cais do norte do Royal Victoria Dock em Londres Docklands, entre Canary Wharf e London City Airport.

## História
O centro foi construído por Sir Robert McAlpine e foi inaugurado em novembro de 2000. Em maio de 2008, foi adquirido pela Abu Dhabi National Exhibitions Company. A fase II do desenvolvimento, que incluiu a construção do primeiro Centro Internacional de Convenções de Londres (ICC) ea criação de uma experiência de chegada no leste, foi concluída em 1 de maio de 2010. Em 2015, a ExCeL anunciou a abertura do centro da ExCeL, um espaço de treinamento e reuniões dedicado localizado perto da entrada oeste do local com vista para Royal Victoria Dock, adicionando à ampla gama de espaços flexíveis da ExCeL.